# Mistrzostwa Świata w Lekkoatletyce 1995 – skok wzwyż kobiet
Skok wzwyż kobiet – jedna z konkurencji rozgrywanych podczas mistrzostw świata w lekkoatletyce w 1995. Kwalifikacje odbyły się 11 sierpnia, a finał został rozegrany 13 sierpnia.
Do kwalifikacji zgłoszonych zostało 36 zawodniczek z 26 państw.
Zawody w tej konkurencji wygrała reprezentantka Bułgarii Stefka Kostadinowa. Drugą pozycję zajęła zawodniczka z Niemiec Alina Astafei, trzecią zaś reprezentująca Ukrainę Inha Babakowa.

## Wyniki

### Kwalifikacje
Grupa A
| Miejsce | Zawodniczka         | Państwo           | Wynik | Uwagi |
| ------- | ------------------- | ----------------- | ----- | ----- |
| 1.      | Inha Babakowa       | Ukraina           | 1,95  |       |
| 2.      | Wiktorija Fiodorowa | Rosja             | 1,95  |       |
| 3.      | Jelena Topczina     | Rosja             | 1,93  |       |
| 3.      | Tacciana Szeuczyk   | Białoruś          | 1,93  |       |
| 3.      | Swetłana Lesewa     | Bułgaria          | 1,93  |       |
| 3.      | Amy Acuff           | Stany Zjednoczone | 1,93  |       |
| 7.      | Wenelina Wenewa     | Bułgaria          | 1,93  |       |
| 8.      | Heike Henkel        | Niemcy            | 1,93  |       |
| 9.      | Kajsa Bergqvist     | Szwecja           | 1,90  |       |
| 9.      | Monica Iagăr        | Rumunia           | 1,90  |       |
| 11.     | Alica Javadová      | Słowacja          | 1,90  |       |
| 12.     | Natalja Jonckheere  | Belgia            | 1,85  |       |
| 12.     | Alison Inverarity   | Australia         | 1,85  |       |
| 12.     | Silvia Costa        | Kuba              | 1,85  |       |
| 15.     | Kaisa Gustafsson    | Finlandia         | 1,85  |       |
| 15.     | Svetlana Munkova    | Uzbekistan        | 1,85  |       |
| 17.     | Heike Balck         | Niemcy            | 1,80  |       |
| 18.     | Irène Tiendrébéogo  | Birma             | 1,80  |       |

Grupa B
| Miejsce | Zawodniczka        | Państwo           | Wynik | Uwagi |
| ------- | ------------------ | ----------------- | ----- | ----- |
| 1.      | Tatjana Babaszkina | Rosja             | 1,95  |       |
| 1.      | Alina Astafei      | Niemcy            | 1,95  |       |
| 1.      | Stefka Kostadinowa | Bułgaria          | 1,95  |       |
| 4.      | Hanne Haugland     | Norwegia          | 1,95  |       |
| 5.      | Nelė Žilinskienė   | Litwa             | 1,95  |       |
| 6.      | Tacciana Chramawa  | Białoruś          | 1,93  |       |
| 7.      | Sieglinde Cadusch  | Szwajcaria        | 1,93  |       |
| 8.      | Swietłana Zalewska | Kazachstan        | 1,93  |       |
| 9.      | Tisha Waller       | Stany Zjednoczone | 1,90  |       |
| 10.     | Ioamnet Quintero   | Kuba              | 1,90  |       |
| 11.     | Najuma Fletcher    | Gujana            | 1,90  |       |
| 12.     | Pia Zinck          | Dania             | 1,90  |       |
| 13.     | Zuzana Kováciková  | Czechy            | 1,85  |       |
| 14.     | Olga Bolșova       | Mołdawia          | 1,85  |       |
| 15.     | Connie Teaberry    | Stany Zjednoczone | 1,80  |       |
| 16.     | Monika Gollner     | Austria           | 1,80  |       |
| 17.     | Lea Haggett        | Wielka Brytania   | 1,75  |       |
| –       | Desiré du Plessis  | Południowa Afryka | DNS   |       |

### Finał
| Miejsce | Zawodniczka         | Państwo           | Wysokość (m) | Wysokość (m) | Wysokość (m) | Wysokość (m) | Wysokość (m) | Wysokość (m) | Wysokość (m) | Wysokość (m) | Wynik | Uwagi |
| Miejsce | Zawodniczka         | Państwo           | 1,80         | 1,85         | 1,90         | 1,93         | 1,96         | 1,99         | 2,01         | 2,03         | Wynik | Uwagi |
| ------- | ------------------- | ----------------- | ------------ | ------------ | ------------ | ------------ | ------------ | ------------ | ------------ | ------------ | ----- | ----- |
| 01 !    | Stefka Kostadinowa  | Bułgaria          | –            | O            | O            | O            | O            | O            | XO           | XXX          | 2,01  |       |
| 02 !    | Alina Astafei       | Niemcy            | –            | O            | XO           | O            | O            | O            | XXX          | –            | 1,99  |       |
| 03 !    | Inha Babakowa       | Ukraina           | –            | O            | O            | O            | O            | XO           | XXX          | –            | 1,99  |       |
| 4.      | Tatjana Babaszkina  | Rosja             | –            | O            | O            | O            | O            | XXX          | –            | –            | 1,96  |       |
| 5.      | Tacciana Szeuczyk   | Białoruś          | –            | O            | XXO          | O            | O            | XXX          | –            | –            | 1,96  |       |
| 6.      | Hanne Haugland      | Norwegia          | –            | O            | XO           | O            | XO           | XXX          | –            | –            | 1,96  |       |
| 7.      | Swetłana Lesewa     | Bułgaria          | O            | XO           | O            | O            | XXX          | –            | –            | –            | 1,93  |       |
| 8.      | Amy Acuff           | Stany Zjednoczone | O            | O            | XXO          | XO           | XXX          | –            | –            | –            | 1,93  |       |
| 8.      | Nelė Žilinskienė    | Litwa             | O            | XXO          | O            | XO           | XXX          | –            | –            | –            | 1,93  |       |
| 10.     | Jelena Topczina     | Rosja             | –            | –            | –            | XXO          | –            | –            | –            | –            | 1,93  |       |
| 11.     | Wiktorija Fiodorowa | Rosja             | XO           | O            | O            | –            | –            | –            | –            | –            | 1,90  |       |
| 12.     | Tacciana Chramawa   | Białoruś          | b.d.         | b.d.         | b.d.         | b.d.         | b.d.         | b.d.         | b.d.         | b.d.         | 1,85  |       |